# Sport Clube Mineiro Aljustrelense
O Sport Clube Mineiro Aljustrelense é um clube português, localizado na vila de Aljustrel, distrito de Beja. O clube foi fundado em 1933 e o seu actual presidente é Paulo Guisado. Além de futebol (a principal modalidade desportiva) pratica-se o hóquei em patins e a patinagem.
Atualmente compete no Campeonato de Portugal, disputando os seus jogos no Estádio Municipal de Aljustrel.

## Futebol

### Histórico em Futebol
|                   | Nº Presenças | Títulos |
| ----------------- | ------------ | ------- |
| Temporadas na 1ª  | 0            |         |
| Temporadas na 2ª  | 0            |         |
| Temporadas na 2ªB | 2            |         |
| Temporadas na 3ª  | 2007/08      | 1       |
| Taça de Portugal  | ??           |         |
| Taça da Liga      | 0            |         |

## Classificações
| Escalão          | 00/01 | 01/02 | 02/03 | 03/04 | 04/05 | 05/06 | 06/07 | 07/08 | 08/09 |
| ---------------- | ----- | ----- | ----- | ----- | ----- | ----- | ----- | ----- | ----- |
| Liga Zon Sagres  | -     | -     | -     | -     | -     | -     | -     | -     | -     |
| Liga Orangina    | -     | -     | -     | -     | -     | -     | -     | -     |       |
| II Divisão B     | -     | -     | -     | -     | -     | -     | -     | -     | -     |
| III Divisão      | -     | -     | -     | -     | 8°    | 14°   | -     | 1º    | -     |
| 1º Escalão Dist. | -     | -     | -     |       | -     | -     | 1°    | -     | -     |
| 2º Escalão Dist. | -     | -     | -     | -     | -     | -     | -     | -     | -     |
| 3º Escalão Dist. | -     | -     | -     | -     | -     | -     | -     | -     | -     |

## Época 2022/23
Mário Verdades, Rui Pirralho, Miguel Pardal e Vítor Rolim foram algumas das mais-valias do plantel do Aljustrel na época de 2022/23, somando 17 vitórias, 8 empates e 6 derrotas, na 1º Divisão da Associação de Futebol de Beja. 